# Shane valdez
Shane Ryan Valdez en un director de películas, guionista y fotógrafo.

## Carrera
En 2005 debutó como guionista y director con su corto 19 Miles To Vegas, que tuvo gran éxito en numerosos festivales y le ganó los premios a mejor director y a elección del público en el The Las Vegas 48 Hour Film Project (el festival para el cual produjo la película); el premio a mejor corto en el Rebel Planet Hollywood Film Festival en Hollywood, California; a mejor cinematografía en el UCLA Shorttakes Film Festival; y finalmente a mejor corto de Nevada en CineVegas. El presupuesto de producción de este corto fue de 20 dólares.
Otras obras de Shane Valdez son los dos cortos Period Paragraph y Planes Mistaken for Stars, al igual que otros proyectos menores.
Desde el 2007, Shane ha dedicado su tiempo filmando y fotografiando a la banda Panic! At The Disco mientras grababan su segundo disco y durante las giras.